# Rząd Jana Krzysztofa Bieleckiego
Rząd Jana Krzysztofa Bieleckiego – Rada Ministrów pod kierownictwem premiera Jana Krzysztofa Bieleckiego, posła Obywatelskiego Klubu Parlamentarnego (i działacza Kongresu Liberalno-Demokratycznego), powołana przez Sejm (PRL X kadencji) 12 stycznia 1991. Rząd Jana Krzysztofa Bieleckiego złożył dymisję 5 grudnia 1991 po ukonstytuowaniu się nowego Sejmu wybranego w dniu 27 października 1991, funkcjonował do 23 grudnia.
Zaplecze parlamentarne gabinetu stanowiły: Obywatelski Klub Parlamentarny, Unia Demokratyczna i Stronnictwo Demokratyczne. Pod koniec X kadencji liczyły one łącznie 179 posłów, w związku z czym rząd Jana Krzysztofa Bieleckiego był gabinetem mniejszościowym. W porównaniu z końcowym okresem działalności rządu Tadeusza Mazowieckiego, w skład koalicji nie weszło Polskie Stronnictwo Ludowe.

## Rada Ministrów Jana Bieleckiego (1991)
| Funkcja                                                      | Imię i nazwisko          | Imię i nazwisko            | Czas pełnienia funkcji | Czas pełnienia funkcji |
| Funkcja                                                      | Imię i nazwisko          | Imię i nazwisko            | Od                     | Do                     |
| ------------------------------------------------------------ | ------------------------ | -------------------------- | ---------------------- | ---------------------- |
| Prezes Rady Ministrów                                        |                          | Jan Bielecki (KLD)         | 4 stycznia 1991(dts)   | 6 grudnia 1991(dts)    |
| Wiceprezes Rady Ministrów                                    |                          | Leszek Balcerowicz         | 12 stycznia 1991(dts)  | 23 grudnia 1991(dts)   |
| Minister finansów                                            | 12 stycznia 1991(dts)    | Leszek Balcerowicz         | 23 grudnia 1991(dts)   |                        |
| Minister pracy i polityki socjalnej                          |                          | Michał Boni (KLD)          | 12 stycznia 1991(dts)  | 23 grudnia 1991(dts)   |
| Minister sprawiedliwości                                     |                          | Wiesław Chrzanowski (ZChN) | 12 stycznia 1991(dts)  | 25 listopada 1991(dts) |
| Minister-kierownik Centralnego Urzędu Planowania             |                          | Jerzy Eysymontt (PC)       | 12 stycznia 1991(dts)  | 23 grudnia 1991(dts)   |
| Minister gospodarki przestrzennej i budownictwa              | Adam Glapiński (PC)      | 12 stycznia 1991(dts)      | 23 grudnia 1991(dts)   |                        |
| Minister edukacji narodowej                                  |                          | Robert Głębocki            | 12 stycznia 1991(dts)  | 23 grudnia 1991(dts)   |
| Minister obrony narodowej                                    | Piotr Kołodziejczyk      | 12 stycznia 1991(dts)      | 23 grudnia 1991(dts)   |                        |
| Minister współpracy gospodarczej z zagranicą                 | Dariusz Ledworowski      | 12 stycznia 1991(dts)      | 23 grudnia 1991(dts)   |                        |
| Minister przekształceń własnościowych                        |                          | Janusz Lewandowski (KLD)   | 12 stycznia 1991(dts)  | 23 grudnia 1991(dts)   |
| Minister spraw wewnętrznych                                  |                          | Henryk Majewski            | 12 stycznia 1991(dts)  | 23 grudnia 1991(dts)   |
| Minister ochrony środowiska, zasobów naturalnych i leśnictwa |                          | Maciej Nowicki (UD)        | 12 stycznia 1991(dts)  | 23 grudnia 1991(dts)   |
| Minister kultury i sztuki                                    |                          | Marek Rostworowski         | 12 stycznia 1991(dts)  | 23 grudnia 1991(dts)   |
| Minister zdrowia i opieki społecznej                         | Władysław Sidorowicz     | 12 stycznia 1991(dts)      | 23 grudnia 1991(dts)   |                        |
| Minister spraw zagranicznych                                 | Krzysztof Skubiszewski   | 12 stycznia 1991(dts)      | 23 grudnia 1991(dts)   |                        |
| Minister łączności                                           |                          | Jerzy Slezak (SD)          | 12 stycznia 1991(dts)  | 23 grudnia 1991(dts)   |
| Minister rolnictwa i gospodarki żywnościowej                 |                          | Adam Tański                | 12 stycznia 1991(dts)  | 23 grudnia 1991(dts)   |
| Minister transportu i gospodarki morskiej                    | Ewaryst Waligórski       | 12 stycznia 1991(dts)      | 23 grudnia 1991(dts)   |                        |
| Minister przemysłu i handlu                                  |                          | Andrzej Zawiślak (KLD)     | 12 stycznia 1991(dts)  | 31 sierpnia 1991(dts)  |
| Minister-szef Urzędu Rady Ministrów                          | Krzysztof Żabiński (KLD) | 12 stycznia 1991(dts)      | 23 grudnia 1991(dts)   |                        |
| Minister przemysłu i handlu                                  |                          | Henryka Bochniarz          | 31 sierpnia 1991(dts)  | 23 grudnia 1991(dts)   |

## W dniu zaprzysiężenia 12 stycznia 1991
- Jan Bielecki (KLD) – prezes Rady Ministrów
- Leszek Balcerowicz (bezpartyjny) – wiceprezes Rady Ministrów, minister finansów
- Michał Boni (bezpartyjny) – minister pracy i polityki socjalnej
- Wiesław Chrzanowski (ZChN) – minister sprawiedliwości
- Jerzy Eysymontt (PC) – minister-kierownik Centralnego Urzędu Planowania
- Adam Glapiński (PC) – minister gospodarki przestrzennej i budownictwa
- Robert Głębocki (bezpartyjny) – minister edukacji narodowej
- Piotr Kołodziejczyk (bezpartyjny) – minister obrony narodowej
- Dariusz Ledworowski (bezpartyjny) – minister współpracy gospodarczej z zagranicą
- Janusz Lewandowski (KLD) – minister przekształceń własnościowych
- Henryk Majewski (bezpartyjny) – minister spraw wewnętrznych
- Maciej Nowicki (ROAD) – minister ochrony środowiska, zasobów naturalnych i leśnictwa
- Marek Rostworowski (bezpartyjny) – minister kultury i sztuki
- Władysław Sidorowicz (bezpartyjny) – minister zdrowia i opieki społecznej
- Krzysztof Skubiszewski (bezpartyjny) – minister spraw zagranicznych
- Jerzy Slezak (SD) – minister łączności
- Adam Tański (bezpartyjny) – minister rolnictwa i gospodarki żywnościowej
- Ewaryst Waligórski (bezpartyjny) – minister transportu i gospodarki morskiej
- Andrzej Zawiślak (KLD) – minister przemysłu
- Krzysztof Żabiński (KLD) – minister-szef Urzędu Rady Ministrów
- wakat – minister rynku wewnętrznego
- wakat – minister-kierownik Urzędu Postępu Naukowo-Technicznego i Wdrożeń